# Héctor Ayala
Héctor Ayala (* 11. April 1914 in Concordia (Provinz Entre Ríos); † 12. März 1990 in Buenos Aires) war ein argentinischer Gitarrist und Komponist.

## Leben
Ayala begann seine Karriere als Begleiter von Tango- und Folkloresängern in den 1930er Jahren in Buenos Aires zusammen mit dem Gitarristen Roberto Grela. Später spielte er in den von Abel Fleury geleiteten Gitarrengruppen, die unter dem Namen „Escuadrones de Guitarras“ bekannt wurden. Ab den 1950er Jahren trat Ayala im Radio auf und spielte im Tangoquartett von Aníbal Troilo.

## Werk
Ayala veröffentlichte eine Reihe von originalen Kompositionen (von denen vor allem die Serie Americana Bekanntheit erlangte), eine mehrbändige Gitarrenschule sowie einige Transkriptionen:
- Hector Ayala: Metodo facil para guitarra. Editorial „Aromo“, Buenos Aires, 1964 ff.; Acht Bände und zusätzliche Übungen für die rechte und für die linke Hand
- Hector Ayala: Serie Americana: Musica para Guitarra. Editorial „Aromo“, Buenos Aires, 1962, bestehend aus sieben Teilen: Preludio, Choro, Takirari, Guarania, Tonada, Vals Peruano, Gato y Malambo
- Hector Ayala: Compendio facil para guitarra: Acordes y rasgueos del Folklore argentino.
- Rico Stover (Arr.): Selected works of Hector Ayala. Querico Publ, 1997

Die Serie Americana ist in einigen CD-Aufnahmen verfügbar, z. B.:
- David Russell: Sonidos Latinos. Telarc, 2010
- Victor Villadangos: Guitar Music of Argentina, Vol. 1. Naxos, 2002